# 1127
Évszázadok: 11. század – 12. század – 13. század
Évtizedek: 1070-es évek – 1080-as évek – 1090-es évek – 1100-as évek – 1110-es évek – 1120-as évek – 1130-as évek – 1140-es évek – 1150-es évek – 1160-as évek – 1170-es évek
Évek: 1122 – 1123 – 1124 – 1125 –  1126 – 1127 – 1128 – 1129 – 1130 – 1131 – 1132

## Események

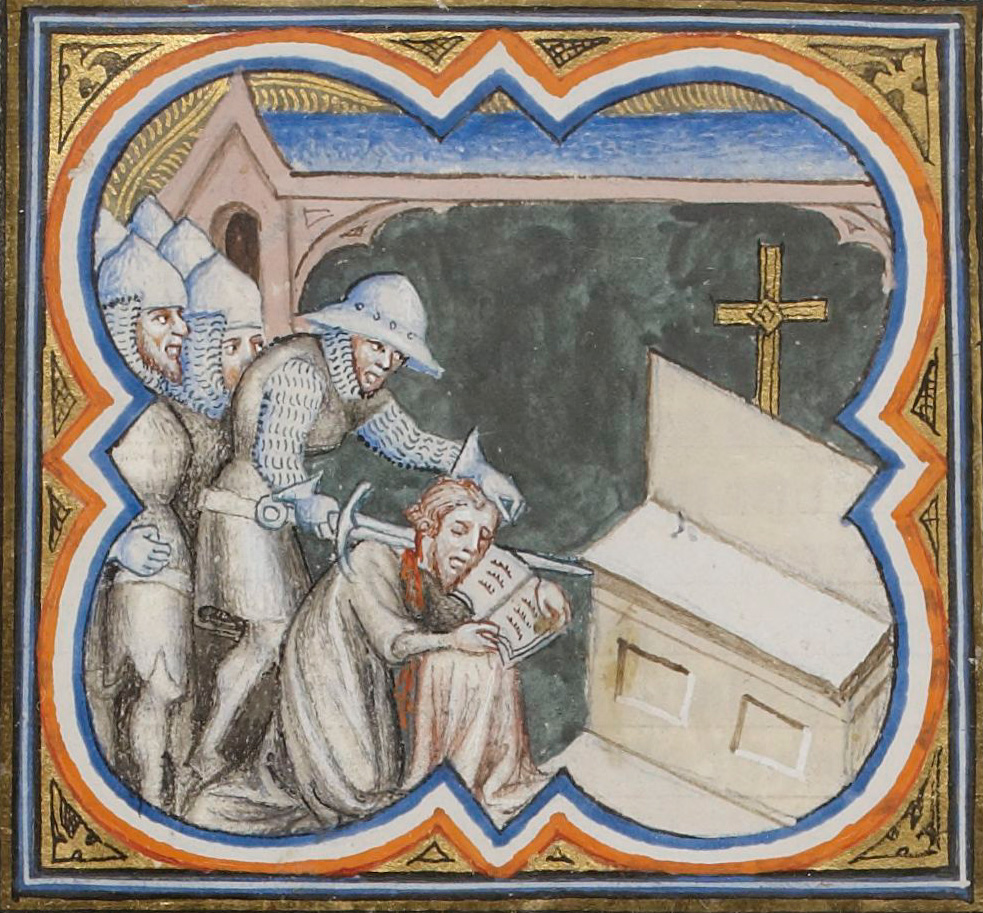
I. Károly flamand gróf meggyilkolása egy korabeli krónika miniatűrjén

### Határozott dátumú események
- március 2. – A bruggei Szent Donát-templomban, mise hallgatása közben megtámadják és megölik I. Károly flamand grófot.[1]

### Határozatlan dátumú események
- az év folyamán –
  - II. István magyar király – miután a császár nem szolgáltatta ki számára Álmos herceget – betör a Bizánci Birodalomba. (A magyar sereg beveszi Nándorfehérvárt, Nist, Szófiát. Feldúlja Trákiát és Macedóniát.)[2]
  - A bizánci sereg ellentámadása során a Dunán átkelve Haram váránál súlyos vereséget mér a magyarokra és elfoglalja a Szerémséget.[2]
  - A magyar király Zimonynál új vár építésébe kezd.[2]
  - III. Konrád német ellenkirállyá koronázása, aki ezzel megalapítja a Stauf-dinasztiát. (1128-tól Itália királya, 1135-ben lemond, 1138-tól választott német király, 1152-ig uralkodik.)
  - A normann hercegek szövetségre lépnek II. Roger szicíliai király ellen.
  - A buharai Kalian minaret építésének befejezése.
  - A nomád dzsürcsik (jüecsik) lerohanják Észak-Kínát, foglyul ejtik Csin-cung kínai császárt és apját, a trónjáról korábban már lemondott Huj-csungot. Kao-cung, Csin-cung öccse délre menekül, és itt – a korábbinál jóval kisebb területen – újjászervezi a birodalmat. (A Nan (Déli)-Szung-dinasztia alapítása.)[3]

## Születések
- Go-Sirakava japán császár

## Halálozások
- március 2. – I. Károly flamand gróf
- szeptember 1. – Álmos herceg